# یواس‌اس وای‌ام‌اس-۳۲۸
یواس‌اس وای‌ام‌اس-۳۲۸ (به انگلیسی: USS YMS-328) یک کشتی است که طول آن ۱۳۶ فوت (۴۱ متر) می‌باشد. این کشتی در سال ۱۹۴۲ ساخته شد.